# Bound for Glory Series
Les Bound for Glory series ou BFG Series sont un tournoi de catch organisé par la Total Nonstop Action Wrestling qui durent de Slammiversary jusqu’à Bound for Glory, qui a pour but d'être aspirant no 1 au Championnat du Monde Poids Lourd de la TNA au main event de Bound for Glory. C'est le plus grand tournoi de catch de la TNA avec des règles spécial. Le gagnant des Bound for Glory Series 2011 est Bobby Roode. La deuxième saison a été remportée par Jeff Hardy qui affrontera Austin Aries au PPV Bound for glory.

## Règles
Gagner le plus de Point Système : 
- Victoire par Soumission = 10 points
- Victoire par Tombé = 7 points
- Victoire par Décomptes = 5 points
- Victoire par Disqualification = 3 points
- Draw = 2 points
- Disqualification = -10 points

### 2011
Les participants sont : Samoa Joe, The Pope, Rob Van Dam, Matt Morgan, Gunner, Crimson, James Storm, Devon, Scott Steiner, Bobby Roode, AJ Styles et Bully Ray

#### Détails du tournoi
| # de match | Date | Matchs             | Événement               | Nombre de point gagné |
| ---------- | --- | ------------------ | ----------------------- | --------------------- |
| 1          | Rob Van Dam def. Samoa Joe par Tombé | 16 juin 2011       | Impact Wrestling        | 7 pts                 |
| 2          | Scott Steiner def. Matt Morgan par Tombé | 17 juin 2011       | House Show Canada       | 7 pts                 |
| 3          | AJ Styles def. "The Pope" D'Angelo Dinero par Tombé                                                                                                   | 17 juin 2011       | House Show Canada       | 7 pts                 |
| 4          | Matt Morgan def. "The Pope" D'Angelo Dinero par Tombé                                                                                                 | 18 juin 2011       | House Show New York     | 7 pts                 |
| 5          | Gunner def. AJ Styles par Tombé | 18 juin 2011       | House Show New York     | 7 pts                 |
| 6          | Bully Ray def. Scott Steiner par Tombé | 23 juin 2011       | Impact Wrestling        | 7 pts                 |
| 7          | Matt Morgan et Crimson def. James Storm et Bobby Roode par Tombé (Matt Morgan remporte les points du tombé)                                           | 23 juin 2011       | Impact Wrestling        | 7 pts                 |
| 8          | Beer Money def "The Pope" et Devon par Tombé (James Storm remporte les points du tombé)                                                               | 23 juin 2011       | House Show Columbus     | 7 pts                 |
| 9          | Crimson def. Gunner par Tombé | 23 juin 2011       | House Show Columbus     | 7 pts                 |
| 10         | Crimson bat "The Pope" par Soumission | 24 juin 2011       | House Show Wayne        | 10 pts                |
| 11         | Gunner def. Devon par Tombé | 24 juin 2011       | House Show Wayne        | 7 pts                 |
| 12         | Beer Money def. "The Pope" et Devon par Tombé (James Storm remporte les points du tombé)                                                              | 25 juin 2011       | House Show Troy         | 7 pts                 |
| 13         | AJ Styles def. Gunner par Tombé | 25 juin 2011       | House Show Troy         | 7 pts                 |
| 14         | Devon bat Samoa Joe par Tombé | 30 juin 2011       | Impact Wrestling        | 7 pts                 |
| 15         | Gunner bat AJ Styles par Tombé | 30 juin 2011       | Impact Wrestling        | 7 pts                 |
| 16         | Devon bat Bully Ray par Tombé | 1er juillet 2011   | House Show New York     | 7 pts                 |
| 17         | RVD bat AJ Styles par Tombé | 1er juillet 2011   | House Show New York     | 7 pts                 |
| 18         | Crimson bat RVD par Tombé | 2 juillet 2011     | House Show Asbury       | 7 pts                 |
| 19         | Bully Ray bat Devon par Tombé | 2 juillet 2011     | House Show Asbury       | 7 pts                 |
| 20         | Crimson bat Bobby Roode par Tombé | 7 juillet 2011     | Impact Wrestling        | 7 pts                 |
| 21         | Devon et "The pope" battent Matt Morgan et James Storm par Tombé (Devon remporte les points du tombé)                                                 | 7 juillet 2011     | Impact Wrestling        | 7 pts                 |
| 22         | Bobby Roode bat Samoa Joe et "The Pope" par Tombé | 14 juillet 2011    | Impact Wrestling        | 7 pts                 |
| 23         | RVD bat Scott Steiner par Tombé | 21 juillet 2011    | Impact Wrestling        | 7 pts                 |
| 24         | Matt Morgan bat Gunner, AJ Styles et Samoa Joe par Tombé dans un ladder match                                                                         | 21 juillet 2011    | Impact Wrestling        | 10 pts                |
| 25         | Bully Ray bat Samoa Joe par Tombé | 21 juillet 2011    | House Show Salem        | 7 pts                 |
| 26         | Beer Money battent Scott Steiner et Gunner par Tombé (Bobby Roode remporte les points du tombé)                                                       | 21 juillet 2011    | House Show Salem        | 7 pts                 |
| 27         | Gunner bat Samoa Joe par Tombé | 22 juillet 2011    | House Show Salem        | 7 pts                 |
| 28         | Beer Money battent Scott Steiner et Bully Ray par Tombé (James Storm remporte les points du tombé)                                                    | 22 juillet 2011    | House Show Salem        | 7 pts                 |
| 29         | Scott Steiner bat Samoa Joe par Tombé | 23 juillet 2011    | House Show Harrington   | 7 pts                 |
| 30         | Beer Money battent Bully Ray et Gunner par Tombé (Bobby Roode remporte les points du tombé)                                                           | 23 juillet 2011    | House Show Harrington   | 7 pts                 |
| 31         | RVD bat Gunner par Tombé | 28 juillet 2011    | Impact Wrestling        | 7 pts                 |
| 32         | Crimson bat Bully Ray par Tombé | 28 Juillet 2011    | Impact Wrestling        | 7 pts                 |
| 33         | "The Pope" bat Samoa Joe par Tombé | 28 juillet 2011    | House Show Austin       | 7 pts                 |
| 34         | Beer Money Battent Bully Ray et Gunner par Tombé (James Storm remporte les points du tombé)                                                           | 28 juillet 2011    | House Show Austin       | 7 pts                 |
| 35         | Bully Ray bat Pope et Gunner par Tombé | 29 juillet 2011    | House Show Tyler        | 7 pts                 |
| 36         | Crimson vs Devon Double Count Out | 29 juillet 2011    | House Show Tyler        | 2 pts                 |
| 37         | James Storm bat Pope par Décompte Extérieur | 30 juillet 2011    | House Show Houston      | 5 pts                 |
| 38         | Bobby Roode bat Gunner, Samoa Joe et Devon par Tombé                                                                                                  | 30 juillet 2011    | House Show Houston      | 7 pts                 |
| 39         | AJ Styles bat Bully Ray par Tombé | 30 juillet 2011    | House Show Houston      | 7 pts                 |
| 40         | Devon bat AJ Styles par Tombé | 4 août 2011        | Impact Wrestling        | 7 pts                 |
| 41         | Pope bat Samoa Joe par DQ | 4 août 2011        | Impact Wrestling        | 3/-10 pts             |
| 42         | Crimson et RVD battent Scott Steiner et Gunner par Tombé (RVD remporte les points du tombé)                                                           | 4 août 2011        | Impact Wrestling        | 7 pts                 |
| 43         | Crimson bat RVD par DQ | 7 août 2011        | Hardcore Justice (2011) | 3/-10 pts             |
| 44         | Pope bat Devon par Tombé | 7 août 2011        | Hardcore Justice (2011) | 7 pts                 |
| 45         | Beer Money battent Pope-Devon et AJ Styles-RVD par Tombé (Bobby roode remporte les points du tombé)                                                   | 11 août 2011       | Impact Wrestling        | 7 pts                 |
| 46         | Crimson bat Immortal (Bully Ray, Gunner et Scott Steiner) par Tombé                                                                                   | 11 août 2011       | Impact Wrestling        | 7 pts                 |
| 47         | Bully Ray bat Devon par Tombé | 12 août 2011       | House Show Norwich      | 7 pts                 |
| 48         | Bully Ray bat Devon par Tombé | 13 août 2011       | House Show Rochester    | 7 pts                 |
| 49         | Scott Steiner bat Devon par Tombé | 18 août 2011       | Impact Wrestling        | 7 pts                 |
| 50         | AJ Styles bat RVD par DQ | 18 août 2011       | Impact Wrestling        | 3/-10 pts             |
| 51         | RVD bat Pope par Soumission | 18 août 2011       | House Show Columbus     | 7 pts                 |
| 52         | Beer Money battent Gunner et Pope par Tombé (James Storm remporte les points du tombé)                                                                | 19 août 2011       | House Show Rome         | 7 pts                 |
| 53         | Bobby Roode bat RVD par Tombé | 20 août 2011       | House Show Atlanta      | 7 pts                 |
| 55         | Gunner bat Pope par Tombé | 20 août 2011       | House Show Atlanta      | 7 pts                 |
| 55         | RVD bat Pope par Soumission | 25 août 2011       | Impact Wrestling        | 10 pts                |
| 56         | Immortal (Bully Ray, Gunner et Scott Steiner) bat Beer Money et AJ Styles dans un Falls Count Anywhere no DQ (Bully Ray remporte les points du tombé) | 25 août 2011       | Impact Wrestling        | 7 pts                 |
| 57         | Gunner bat RVD par Tombé | 1er septembre 2011 | Impact Wrestling        | 7 pts                 |

#### Classement
| Place | Participants  | Points | Nombre de Matchs |        |
| ----- | ------------- | ------ | ---------------- | ------ |
| 1     | Bobby Roode   | 59     | 15               |        |
| 2     | Bully Ray     | 52     | 14               |        |
| 3     | Gunner        | 42     | 19               |        |
| 4     | Rob Van Dam   | 35     | 13               |        |
| 5     | James Storm   | 30     | 12               |        |
| 6     | AJ Styles     | 24     | 11               |        |
| 7     | Scott Steiner | 21     | 10               |        |
| 8     | Samoa Joe     | -10    | 10               |        |
| x     | Crimson       | 50     | 10               | Blessé |
| x     | Brother Devon | 30     | 15               | Blessé |
| x     | Matt Morgan   | 24     | 5                | Blessé |
| x     | The Pope      | 17     | 16               | Blessé |